# Campionati mondiali di biathlon 2023
I Campionati mondiali di biathlon 2023, 58ª edizione della manifestazione organizzata dalla International Biathlon Union, si sono tenuti a Oberhof, in Germania, dall'8 al 19 febbraio. Il programma ha incluso gare di sprint, inseguimento, partenza in linea, individuale e staffetta, sia maschili sia femminili, e di staffetta mista e staffetta mista individuale; in seguito all'invasione dell'Ucraina, gli atleti russi e bielorussi sono stati esclusi dalle competizioni.

## Risultati

### Uomini

#### Sprint
| Pos. | Atleta                     | Nazione  | Tempo   |
| ---- | -------------------------- | -------- | ------- |
| 1    | Johannes Thingnes Bø       | Norvegia | 23:21,7 |
| 2    | Tarjei Bø                  | Norvegia | 23:36,5 |
| 3    | Sturla Holm Lægreid        | Norvegia | 24:01,6 |
| 4    | Johannes Dale              | Norvegia | 24:05,3 |
| 5    | Dmytro Pidručnyj           | Ucraina  | 24:15,1 |
| 6    | Vetle Sjåstad Christiansen | Norvegia | 24:21,4 |
| 7    | Andrejs Rastorgujevs       | Lettonia | 24:24,1 |
| 8    | Johannes Kühn              | Germania | 24:26,5 |
| 9    | Quentin Fillon Maillet     | Francia  | 24:30,6 |
| 10   | Antonin Guigonnat          | Francia  | 24:30,7 |

Data: 11 febbraio

Ore: 14.30 (UTC+1)

#### Inseguimento
| Pos. | Atleta                     | Nazione  | Tempo   |
| ---- | -------------------------- | -------- | ------- |
| 1    | Johannes Thingnes Bø       | Norvegia | 33:34,5 |
| 2    | Sturla Holm Lægreid        | Norvegia | 34:45,7 |
| 3    | Sebastian Samuelsson       | Svezia   | 35:28,6 |
| 4    | Tarjei Bø                  | Norvegia | 35:31,8 |
| 5    | Vetle Sjåstad Christiansen | Norvegia | 35:49,2 |
| 6    | Johannes Kühn              | Germania | 36:01,6 |
| 7    | Johannes Dale              | Norvegia | 36:22,7 |
| 8    | Dmytro Pidručnyj           | Ucraina  | 36:26,5 |
| 9    | Andrejs Rastorgujevs       | Lettonia | 36:31,4 |
| 10   | Roman Rees                 | Germania | 36:39,0 |

Data: 12 febbraio

Ore: 15.30 (UTC+1)

#### Partenza in linea
| Pos. | Atleta                 | Nazione   | Tempo   |
| ---- | ---------------------- | --------- | ------- |
| 1    | Sebastian Samuelsson   | Svezia    | 36:42,8 |
| 2    | Martin Ponsiluoma      | Svezia    | 36:52,4 |
| 3    | Johannes Thingnes Bø   | Norvegia  | 37:21,6 |
| 4    | Sturla Holm Lægreid    | Norvegia  | 37:38,6 |
| 5    | Andrejs Rastorgujevs   | Lettonia  | 37:50,1 |
| 6    | Quentin Fillon Maillet | Francia   | 37:53,7 |
| 7    | Sebastian Stalder      | Svizzera  | 37:53,9 |
| 8    | Fabien Claude          | Francia   | 38:09,2 |
| 9    | Tarjei Bø              | Norvegia  | 38:14,0 |
| 10   | Tero Seppälä           | Finlandia | 38:14,1 |

Data: 19 febbraio

Ore: 12.30 (UTC+1)

#### Individuale
| Pos. | Atleta                     | Nazione   | Tempo   |
| ---- | -------------------------- | --------- | ------- |
| 1    | Johannes Thingnes Bø       | Norvegia  | 49:57,5 |
| 2    | Sturla Holm Lægreid        | Norvegia  | 51:08,2 |
| 3    | Sebastian Samuelsson       | Svezia    | 51:08,6 |
| 4    | Quentin Fillon Maillet     | Francia   | 51:29,4 |
| 5    | Benedikt Doll              | Germania  | 52:07,1 |
| 6    | Niklas Hartweg             | Svizzera  | 52:29,3 |
| 7    | Tarjei Bø                  | Norvegia  | 52:30,4 |
| 8    | Michal Krčmář              | Rep. Ceca | 52:46,7 |
| 9    | Philipp Nawrath            | Germania  | 53:17,7 |
| 10   | Vetle Sjåstad Christiansen | Norvegia  | 53:27,0 |

Data: 14 febbraio

Ore: 14.30 (UTC+1)

#### Staffetta
| Pos. | Nazione   | Atleti                                                                        | Tempo     |
| ---- | --------- | ----------------------------------------------------------------------------- | --------- |
| 1    | Francia   | Antonin Guigonnat Fabien Claude Émilien Jacquelin Quentin Fillon Maillet      | 1:21:48,8 |
| 2    | Norvegia  | Vetle Sjåstad Christiansen Tarjei Bø Sturla Holm Lægreid Johannes Thingnes Bø | +38,8     |
| 3    | Svezia    | Peppe Femling Martin Ponsiluoma Jesper Nelin Sebastian Samuelsson             | +1:39,9   |
| 4    | Rep. Ceca | Michal Krčmář Tomáš Mikyska Jakub Štvrtecký Jonáš Marecek                     | +2:04,2   |
| 5    | Germania  | Justus Strelow Johannes Kühn Roman Rees Benedikt Doll                         | +3:51,8   |
| 6    | Svizzera  | Sebastian Stalder Jeremy Finello Niklas Hartweg Serafin Wiestner              | +4:08,1   |
| 7    | Italia    | Didier Bionaz Tommaso Giacomel Elia Zeni Lukas Hofer                          | +4:22,9   |
| 8    | Romania   | George Buta Dmitrii Shamaev George Colțea Raul Flore                          | +4:48,6   |
| 9    | Slovenia  | Alex Cisar Miha Dovžan Jakov Fak Anton Vidmar                                 | +4:48,7   |
| 10   | Finlandia | Jaakko Ranta Tuomas Harjula Tero Seppälä Olli Hiidensalo                      | +5:08,8   |

Data: 18 febbraio

Ore: 11.45 (UTC+1)

### Donne

#### Sprint
| Pos. | Atleta                | Nazione   | Tempo   |
| ---- | --------------------- | --------- | ------- |
| 1    | Denise Herrmann       | Germania  | 21:19,7 |
| 2    | Hanna Öberg           | Svezia    | 21:21,9 |
| 3    | Linn Persson          | Svezia    | 21:45,9 |
| 4    | Marte Olsbu Røiseland | Norvegia  | 21:51,0 |
| 5    | Lisa Vittozzi         | Italia    | 22:05,5 |
| 6    | Markéta Davidová      | Rep. Ceca | 22:10,2 |
| 7    | Sophia Schneider      | Germania  | 22:17,3 |
| 8    | Polona Klemenčič      | Slovenia  | 22:17,8 |
| 9    | Anna Magnusson        | Svezia    | 22:18,5 |
| 10   | Julia Simon           | Francia   | 22:22,5 |

Data: 10 febbraio

Ore: 14.30 (UTC+1)

#### Inseguimento
| Pos. | Atleta                     | Nazione   | Tempo   |
| ---- | -------------------------- | --------- | ------- |
| 1    | Julia Simon                | Francia   | 32:00,8 |
| 2    | Denise Herrmann            | Germania  | 32:27,8 |
| 3    | Marte Olsbu Røiseland      | Norvegia  | 32:38,5 |
| 4    | Ingrid Landmark Tandrevold | Norvegia  | 33:01,1 |
| 5    | Sophia Schneider           | Germania  | 33:09,1 |
| 6    | Lou Jeanmonnot             | Francia   | 33:09,5 |
| 7    | Tereza Voborníková         | Rep. Ceca | 33:13,7 |
| 8    | Hanna Kebinger             | Germania  | 33:22,3 |
| 9    | Sophie Chauveau            | Francia   | 33:24,4 |
| 10   | Linn Persson               | Svezia    | 33:28,1 |

Data: 12 febbraio

Ore: 13.25 (UTC+1)

#### Partenza in linea
| Pos. | Atleta                     | Nazione   | Tempo   |
| ---- | -------------------------- | --------- | ------- |
| 1    | Hanna Öberg                | Svezia    | 36:48,0 |
| 2    | Ingrid Landmark Tandrevold | Norvegia  | 36:52,8 |
| 3    | Julia Simon                | Francia   | 37:08,8 |
| 4    | Anaïs Chevalier            | Francia   | 37:22,7 |
| 5    | Markéta Davidová           | Rep. Ceca | 37:39,4 |
| 6    | Karoline Offigstad Knotten | Norvegia  | 37:45,7 |
| 7    | Emma Lunder                | Canada    | 37:45,8 |
| 8    | Linn Persson               | Svezia    | 37:48,6 |
| 9    | Lisa Hauser                | Austria   | 37:49,9 |
| 10   | Samuela Comola             | Italia    | 37:50,4 |

Data: 19 febbraio

Ore: 15.15 (UTC+1)

#### Individuale
| Pos. | Atleta           | Nazione   | Tempo   |
| ---- | ---------------- | --------- | ------- |
| 1    | Hanna Öberg      | Svezia    | 43:36,1 |
| 2    | Linn Persson     | Svezia    | 43:46,4 |
| 3    | Lisa Vittozzi    | Italia    | 44:04,1 |
| 4    | Samuela Comola   | Italia    | 44:24,6 |
| 5    | Julia Simon      | Francia   | 44:57,8 |
| 6    | Tuuli Tomingas   | Estonia   | 45:59,4 |
| 7    | Lou Jeanmonnot   | Francia   | 46:10,0 |
| 8    | Suvi Minkkinen   | Finlandia | 46:20,0 |
| 9    | Lena Häcki       | Svizzera  | 46:20,5 |
| 10   | Markéta Davidová | Rep. Ceca | 46:37,4 |

Data: 15 febbraio

Ore: 14.30 (UTC+1)

#### Staffetta
| Pos. | Nazione   | Atlete                                                                               | Tempo     |
| ---- | --------- | ------------------------------------------------------------------------------------ | --------- |
| 1    | Italia    | Samuela Comola Dorothea Wierer Hannah Auchentaller Lisa Vittozzi                     | 1:14:39,7 |
| 2    | Germania  | Vanessa Voigt Hanna Kebinger Sophia Schneider Denise Herrmann                        | +24,7     |
| 3    | Svezia    | Linn Persson Anna Magnusson Elvira Öberg Hanna Öberg                                 | +55,7     |
| 4    | Francia   | Lou Jeanmonnot Anaïs Chevalier Chloé Chevalier Julia Simon                           | +1:31,6   |
| 5    | Austria   | Dunja Zdouc Anna Gandler Anna Juppe Lisa Hauser                                      | +2:08,0   |
| 6    | Norvegia  | Karoline Offigstad Knotten Ingrid Landmark Tandrevold Ida Lien Marte Olsbu Røiseland | +2:20,9   |
| 7    | Rep. Ceca | Tereza Voborníková Tereza Vinklárková Markéta Davidová Lucie Charvátová              | +2:45,1   |
| 8    | Svizzera  | Amy Baserga Aita Gasparin Elisa Gasparin Lena Häcki                                  | +2:45,6   |
| 9    | Polonia   | Anna Mąka Kamila Żuk Joanna Jakieła Natalia Sidorowicz                               | +4:48,9   |
| 10   | Estonia   | Regina Oja Tuuli Tomingas Susan Külm Johanna Talihärm                                | +5:20,8   |

Data: 18 febbraio

Ore: 15.00 (UTC+1)

### Misto

#### Staffetta
| Pos. | Nazione   | Atleti                                                                                    | Tempo     |
| ---- | --------- | ----------------------------------------------------------------------------------------- | --------- |
| 1    | Norvegia  | Ingrid Landmark Tandrevold Marte Olsbu Røiseland Sturla Holm Lægreid Johannes Thingnes Bø | 1:04:41,9 |
| 2    | Italia    | Lisa Vittozzi Dorothea Wierer Didier Bionaz Tommaso Giacomel                              | 1:04:53,5 |
| 3    | Francia   | Julia Simon Anaïs Chevalier Émilien Jacquelin Quentin Fillon Maillet                      | 1:05:37,8 |
| 4    | Austria   | Dunja Zdouc Lisa Hauser David Komatz Simon Eder                                           | 1:05:41,1 |
| 5    | Rep. Ceca | Tereza Voborníková Markéta Davidová Michal Krčmář Tomáš Mikyska                           | 1:05:51,3 |
| 6    | Germania  | Vanessa Voigt Denise Herrmann Benedikt Doll Roman Rees                                    | 1:06:08,4 |
| 7    | Svizzera  | Elisa Gasparin Lena Häcki Sebastian Stalder Niklas Hartweg                                | 1:06:31,4 |
| 8    | Canada    | Emma Lunder Nadia Moser Adam Runnalls Christian Gow                                       | 1:07:04,7 |
| 9    | Svezia    | Hanna Öberg Elvira Öberg Martin Ponsiluoma Sebastian Samuelsson                           | 1:07:15,7 |
| 10   | Ucraina   | Anastasija Merkušyna Julija Džyma Dmytro Pidručnyj Anton Dudčenko                         | 1:07:27,2 |

Data: 8 febbraio

Ore: 14.45 (UTC+1)

#### Staffetta individuale
| Pos. | Nazione   | Atleti                                     | Tempo   |
| ---- | --------- | ------------------------------------------ | ------- |
| 1    | Norvegia  | Marte Olsbu Røiseland Johannes Thingnes Bø | 35:37,1 |
| 2    | Austria   | Lisa Hauser David Komatz                   | +13,8   |
| 3    | Italia    | Lisa Vittozzi Tommaso Giacomel             | +51,0   |
| 4    | Svezia    | Hanna Öberg Sebastian Samuelsson           | +1:16,4 |
| 5    | Francia   | Lou Jeanmonnot Fabien Claude               | +1:21,9 |
| 6    | Germania  | Sophia Schneider Philipp Nawrath           | +1:30,7 |
| 7    | Slovenia  | Polona Klemenčič Jakov Fak                 | +1:38,1 |
| 8    | Moldavia  | Alina Stremous Maksim Makarov              | +2:00,7 |
| 9    | Estonia   | Tuuli Tomingas Rene Zahkna                 | +2:24,8 |
| 10   | Finlandia | Suvi Minkkinen Olli Hiidensalo             | +2:27,2 |

Data: 16 febbraio

Ore: 15.20 (UTC+1)

## Medagliere per nazioni
| Pos. | Nazione  | Oro | Argento | Bronzo | Totale |
| ---- | -------- | --- | ------- | ------ | ------ |
| 1    | Norvegia | 5   | 5       | 3      | 13     |
| 2    | Svezia   | 3   | 3       | 5      | 11     |
| 3    | Francia  | 2   | 0       | 2      | 4      |
| 4    | Germania | 1   | 2       | 0      | 3      |
| 5    | Italia   | 1   | 1       | 2      | 4      |
| 6    | Austria  | 0   | 1       | 0      | 1      |